# イケニ族

イケニ族

イケニ族（IceniまたはEceni）は、紀元前1世紀頃から1世紀にかけて、現在のイギリス、東ブリタンニア、ノーフォーク地域に住んでいたPケルト言語圏域ケルト人の部族。ガイウス・ユリウス・カエサルの『ガリア戦記』における紀元前54年の第二次ブリタンニア遠征で記されたCenimagniとは、このイケニ族の支族と言われている。

## 概要

### 居住地
クラウディオス・プトレマイオスの『ゲオグラフィア（地理学）』によると、イケニ族はVenta Icenorum（現在のCaistor St. Edmund村）に住む市民(civitas)として分類されている。このVentaは『ラヴェンナ・コスモグラフィ』（イタリアのコムーネのひとつラヴェンナで700年頃に編纂された地理誌）や、『アントニヌス・アイティネラリー』(en)にも見受けられ、それは現在のノリッジから南へ約5マイル、Arminghall村にある青銅器時代のヘンジ(環状遺跡(en))から1~2マイルの距離、Caister Saint Edmunds村の近くにあったと記されている。

### 文化的特徴

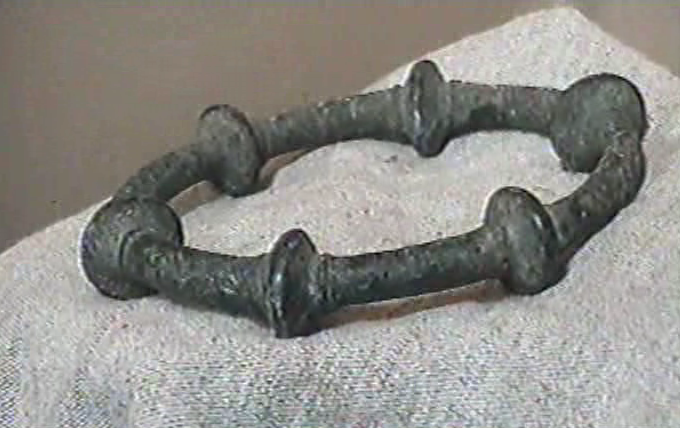
ブロンズ製のトルク

イケニ族の存在を示す考古学的証拠の代表的なものに、トルクと呼ばれる装飾がある。これは、金銀や銅またはそれらの合金で作られた環で、首や肩などに掛けられた。また、紀元前約10年頃にはコイン製造を始めていた。これは片面に馬の意匠を施したデザインの典型でもあり、例外として初期のコインには馬の代わりに雄豚の図柄を施したものもある。コインの中には部族名であるECENIが表記されたものがあり、彼らが製作したという証拠となっている。ノリッジ近郊から発見された夥しい数の銀製コインは、片面は未加工な片面と不恰好な馬の意匠が施され、Ic. Duro. T.という銘があった。この銘はイケニ族・Dutotriges族・トリノヴァンテス族の連名と考えられており、このブリタンニアの通貨はこれら氏族の間、地理で言えばノリッジからベンタ(en)の廃墟に及ぶ区域で流通していたと考えられる。人物としてコインに登場する最古は、紀元前10年頃のアンテディオスであり、その名は略されAESUやSAEMUと記述されている。

### 人口
イギリス最初の考古学作家であるサー・トーマス・ブラウンは、『ガリア戦記』やブーディカの反乱における7万とも8万とも言われるローマ人殺害の故事からも、ブリタンニアの人口は相当なものだったと類推している。ノリッジ近郊で発見されたコインの銘から、イケニ族はブリタンニアでも有力な氏族と考えられ、その規模を推し量ることができる。

## 歴史

### 47年
タキトゥスの記述には、イケニ族は43年のローマ皇帝クラウディウスによるブリタンニア遠征時には征服を免れ、自発的に同盟関係を締結したとある。47年には、当時のローマ長官プブリウス・オストリウス・スカプラによる脅迫的な武装解除要求を撥ね付け反乱を起こしている。ケンブリッジシャー州のStonea Campが戦場だったと推定されるこの戦いでイケニ族は破れたが、彼らはそれ以降も独立を維持した。

### 60 - 61年
60/61年に勃発した2度目の反乱はより大規模なものだった。プラスタグス王の死に乗じ搾取と圧政を強めたローマに対し、彼の未亡人ブーディカが近隣の諸族と同盟し蜂起した。イケニ族やトリノヴァンテス族を中心としたブリタンニア軍はローマの植民地カムロドゥヌム（現コルチェスター）、ロンディニウム、ヴェルラミウム（現セント・オールバンズ）を破壊し、多くのローマ人を殺害した。その過程で規模を膨らませた反乱軍であったが、ワトリング街道の戦いでガイウス・スエトニウス・パウリヌス率いるローマ軍に大敗した。

## 後世に及ぼした影響

### イケニ族を題材とする作品
- ローズマリー・サトクリフ著 灰島かり訳『ケルトの白馬』、2000年12月/日本語訳 ほるぶ出版 ISBN 4-593-53377-5

### 博物館
ノーフォーク州ブレックランド行政区には、クックリー・クレイ・イケニ族跡地博物館があり、ブリタンニア遠征以前のイケニ族の歴史が見学できる。

### その他
東アングリアからChilternsを結ぶ古道(en)の名『イクニールド・ウェイ』は、イケニ族から取られている。